# Scacco di Ognina
Lo Scacco di Ognina fu una battaglia navale combattuta al largo del Golfo di Catania il 27 maggio 1357 fra gli angioini di Napoli e gli Aragona di Sicilia durante le Guerre del Vespro.

## Storia
Dopo la mancata ratifica della Pace di Catania da parte del Parlamento siciliano il Re di Sicilia Federico IV d'Aragona si trovò in una difficile posizione perché il Regno era indebolito dai continui attacchi esterni degli angioini che erano riusciti a riconquistare parte dell'isola ed all'interno dai signori feudali della Sicilia che si opponevano con veemenza.
Nel 1356 il governatore di Messina, Niccolò Cesareo, in seguito a dissidi con Artale I Alagona, richiese rinforzi a Ludovico d'Angiò, che inviò il Maresciallo Niccolò Acciaiuoli. Le truppe, assistite dal mare da ben cinque galee angioine saccheggiarono il territorio di Aci, assediando il castello.
Proseguirono quindi in direzione di Catania cingendola d'assedio: ecco che Artale I Alagona uscì con la flotta ed affrontò le galere angioine, affondandone due, requisendone una terza, e mettendo in fuga le truppe nemiche. La battaglia navale, che si svolse al largo della borgata marinara catanese di Ognina ed il Castello di Aci il 27 maggio 1357, fu denominata "lo Scacco di Ognina" e segnò una svolta definitiva a favore dei siciliani nella Guerra dei Vespri siciliani, iniziata nel 1282 e conclusasi solo nel 1372, con una pausa fra il 1302 e il 1313.